# Volkswagen Golf V
Pour l’article homonyme, voir Volkswagen Golf.

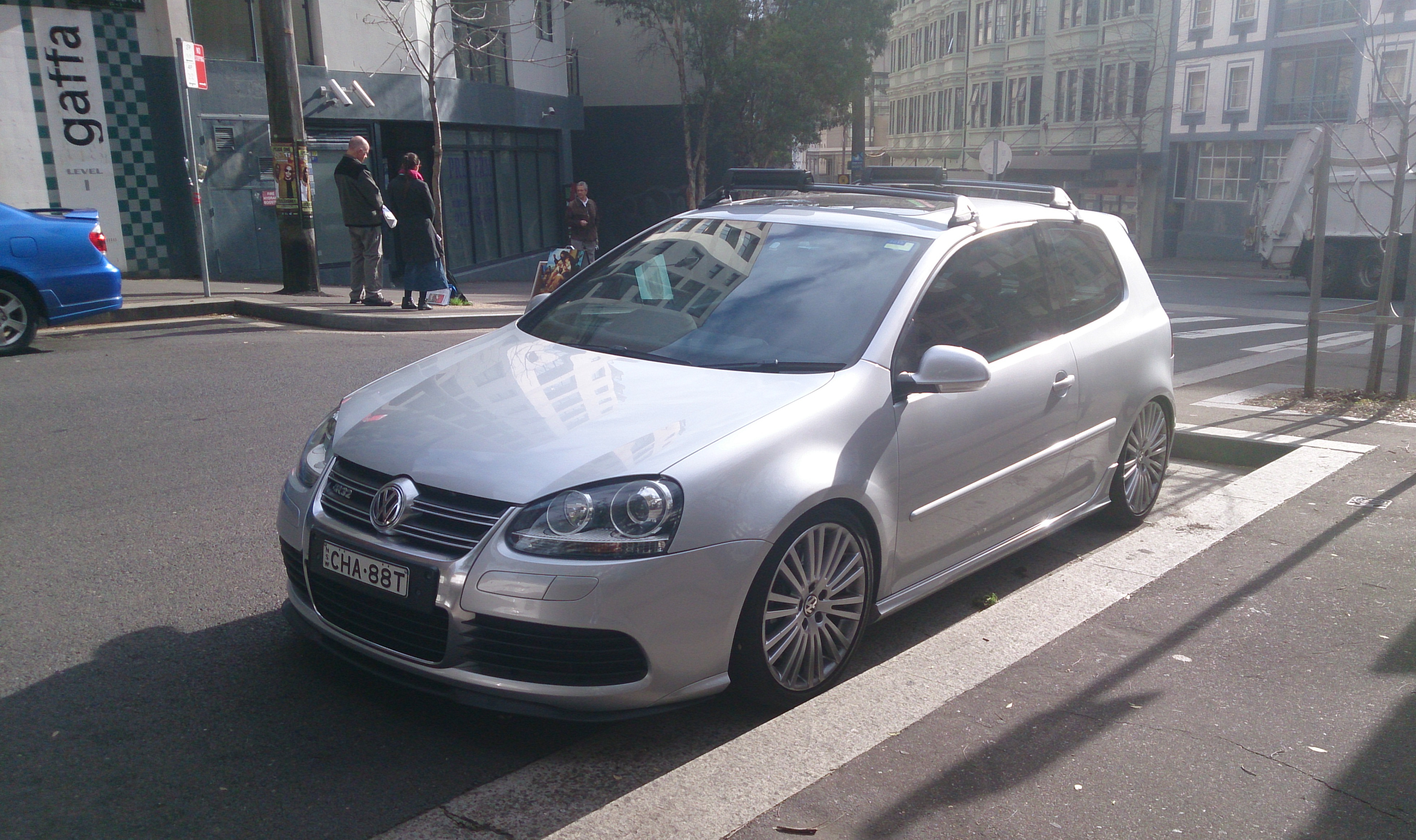
Golf V r32.

La Volkswagen Golf V est une berline compacte du constructeur automobile allemand Volkswagen produite du 31 octobre 2003 au 11 septembre 2008. Elle est la cinquième génération de Volkswagen Golf, et succède à la Volkswagen Golf IV. Elle est remplacée par la Golf VI en 2008. Conçue par le designer Murat Günak, elle est dessinée par Marc Lichte qui dessinera également la Golf VI et la Golf VII.

## Motorisations
| Moteur          | Type                       | Suralimentation                     | Cylindrée |                                                  | Couple                                                      | Disponibilité           | Code moteur         |
| --------------- | -------------------------- | ----------------------------------- | --------- | ------------------------------------------------ | ----------------------------------------------------------- | ----------------------- | ------------------- |
| Moteurs Essence |                            |                                     |           |                                                  |                                                             |                         |                     |
| 1.4 i 16v       | 4-cylindres en ligne - 16S | –                                   | 1 390 cm3 | 75 ch à 5000 tr/min 80 ch à 5000 tr/min          | 12,6 mkg à 3800 tr/min 13,2 mkg à 3800 tr/min               | 2003 – 2006 2006 – 2008 | BCA                 |
| 1.4 FSi         | 4-cylindres en ligne - 16S | –                                   | 1 390 cm3 | 90 ch à 5200 tr/min                              | 13,0 mkg à 3750 tr/min                                      | 2003 – 2004             | BKG-BLN             |
| 1.4 TSi         | 4-cylindres en ligne - 16S | 1 turbo + intercooler               | 1 390 cm3 | 122 ch à 5000 tr/min                             | 20,0 mkg à 1500 – 4000 tr/min                               | 2007 – 2008             | CAXA                |
| 1.4 TSi         | 4-cylindres en ligne - 16S | 1 turbo + intercooler + compresseur | 1 390 cm3 | 140 ch à 5600 tr/min 170 ch à 6000 tr/min        | 22,0 mkg à 1500 – 4000 tr/min 24,0 mkg à 1500 – 4750 tr/min | 2006 – 2008 2005 – 2008 | BMY                 |
| 1.6 i           | 4-cylindres en ligne - 8S  | –                                   | 1 595 cm3 | 102 ch à 5600 tr/min                             | 14,8 mkg à 3800 tr/min                                      | 2003 – 2008             | BGU-BSE-BSF-CCSA    |
| 1.6 FSi         | 4-cylindres en ligne - 16S | –                                   | 1 598 cm3 | 115 ch à 6000 tr/min                             | 15,5 mkg à 4000 tr/min                                      | 2003 – 2007             | BAG-BLF             |
| 2.0 FSi         | 4-cylindres en ligne - 16S | –                                   | 1 984 cm3 | 150 ch à 6000 tr/min                             | 20,0 mkg à 3500 tr/min                                      | 2003 – 2008             | AXW-BLR-BLY-BKY-BVZ |
| 2.0 GTi         | 4-cylindres en ligne - 16S | 1 turbo + intercooler               | 1 984 cm3 | 200 ch à 5100 – 6000 tr/min 230 ch à 5500 tr/min | 28,0 mkg à 1800 – 5000 tr/min 30,0 mkg à 2200 – 5200 tr/min | 2004 – 2008 2006 – 2008 | AXX-BPY-BXA-CBFA    |
| 2.5 (Amerique)  | 5-cylindres en ligne - 20S | –                                   | 2 480 cm3 | 170 ch à 5700 tr/min                             | 24,0 mkg à 4250 tr/min                                      |                         | CBTA-CBVA           |
| 3.2 R32         | 6-cylindres en VR - 24S    | –                                   | 3 189 cm3 | 250 ch à 6300 tr/min                             | 32,0 mkg à 2500 – 3000 tr/min                               | 2005 – 2008             | BUB-CBRA            |
| Moteurs Diesel  |                            |                                     |           |                                                  |                                                             |                         |                     |
| 1.9 TDi         | 4-cylindres en ligne - 8S  | 1 turbo + intercooler               | 1 896 cm3 | 90 ch à 4000 tr/min 105 ch à 4000 tr/min         | 21,0 mkg à 1800 – 2500 tr/min 25,0 mkg à 1900 tr/min        | 2004 – 2008 2003 – 2008 | BRU-BXF-BXJ         |
| 2.0 SDi         | 4-cylindres en ligne - 8S  | –                                   | 1 968 cm3 | 75 ch à 4200 tr/min                              | 14,0 mkg à 2200 – 2400 tr/min                               | 2004 – 2008             | BDK                 |
| 2.0 TDi         | 4-cylindres en ligne - 16S | 1 turbo + intercooler               | 1 968 cm3 | 136 ch à 4000 tr/min 140 ch à 4000 tr/min        | 32,0 mkg à 1750 – 2500 tr/min                               | 2003 – 2008             | AZV                 |
| 2.0 TDi FAP     | 4-cylindres en ligne - 8S  | 1 turbo + intercooler               | 1 968 cm3 | 140 ch à 4000 tr/min                             | 32,0 mkg à 1750 – 2500 tr/min                               | 2005 – 2008             | BKD-BMM             |
| 2.0 TDi FAP GT  | 4-cylindres en ligne - 16S | 1 turbo + intercooler               | 1 968 cm3 | 170 ch à 4200 tr/min                             | 35,0 mkg à 1750 – 2500 tr/min                               | 2005 – 2008             | BMN                 |

## Finitions
Lancement le 31 octobre 2003 avec les moteurs 1.4 i 16v 75 ch, 1.6 FSi 115 ch, 1.9 TDi 105 ch et le 2.0 TDi 140 ch.
- Trend : 6 airbags, ABS, Antipatinage, ESP, Vitres AV électriques, Direction assistée, Rétros électriques et dégivrants, Verrouillage à distance, Volant réglable en hauteur et profondeur, Banquette 2/3-1/3 et Siège conducteur réglable en hauteur.
- Trend Pack : en plus : Climatisation semi-automatique, Boîte à gants réfrigérée et Ordinateur de bord.
- Confort : en plus : Capteur de pluie et de luminosité, Radio CD, Régulateur de vitesse, Vitres AR électriques, Rétro intérieur électrochrome, Sièges avant à réglage lombaire et hauteur, Jantes en alu de 15 pouces.
- Sport : en plus : Volant et levier de vitesse en cuir, Sièges avant sport, Climatisation automatique, Antibrouillard, Jantes en alu de 16 pouces, Châssis sport. En moins : Capteurs

de pluie et de luminosité.
- Carat : en plus : Jantes en alu de 17 pouces, Sellerie en cuir et Capteur de pluie et de luminosité.

Avril 2004 : Moteurs 1.4 FSi 90 ch, 1.6 102 ch, 2.0 FSi 150 ch  et 2.0 SDi 75 ch.
Mai 2004 : Boîte DSG sur TDi 105 ch et 140 ch.
Juin 2004 : Moteur 1.9 TDi 90 ch.
Septembre 2004 : Boîte à six rapports sur TDi 105 ch.
Décembre 2004 : Transmission intégrale 4MOTION sur TDi 105 ch et 140 ch, et sur le 2.0 FSi.
Remaniement de la gamme : la finition Trend Pack disparaît et l'équipement des versions Confort et Sport est simplifié.
Janvier 2005 : 2.0 TFSi 200 ch.
Novembre 2005 : version sportive R32 (V6 3.2 de 250 ch) : sellerie sport, châssis surbaissé, transmission 4MOTION, jantes en alu de 18 pouces, chargeur 6CD et projecteur xénon, double sortie de pot, boite DSG 6 avec palettes au volant disponible.
Disponible en bleue, rouge, noire ou grise, en 3 ou 5 portes.